# 임천 양씨
임천 양씨(林川梁氏)는 충청남도 부여군 임천면을 본관으로 하는 한국의 성씨이다.

## 역사
임천 양씨(林川梁氏)는 제주 양씨(濟州梁氏)에서 직계 분적된 본관이다.
임천 양씨(林川梁氏)의 시조는 양적(梁逖)이며 조선 태종(朝鮮 太宗) 때 문과에 급제하여 봉상시소윤(奉常寺少尹)을 지낸 문관(文官)이다.